# Metazygia limonal
Metazygia limonal là một loài nhện trong họ Araneidae.
Loài này thuộc chi Metazygia. Metazygia limonal được Herbert Walter Levi miêu tả năm 1995.